# Hohenwald (Tennessee)
Hohenwald település az Amerikai Egyesült Államok Tennessee államában, Lewis megyében, melynek megyeszékhelye is. Lakosainak száma 3668 fő (2020. április 1.).

## Népesség
A település népességének változása:

| 2010 | 3 757 |
| 2020 | 3 668 |